# Мелнишко художествено средище
Мелнишкото художествено средище е наименованието на художествено средище в Североизточна Македония, просъществувала от средновековието до началото на XX век.
Средището се оформя около град Мелник, който в XII век, се превръща във важен стопански, административен и културен център, особено след като става столица на държавицата на деспот Алексий Слав. От средновековието са запазени фрагменти от стенописи в старата катедрала „Свети Никола“ (края на XII - началото на XIII век), както и иконите „Света Богородица Одигитрия“ (XIII в.) и „Свети Антоний Велики с жития“ (втората половина на XIV - XV век) в новата катедрала „Свети Николай Чудотворец“ в Мелник, „Богородица Умиление“ (втората половина на XIV век) в църквата „Рождество Богородично“ в Роженския манастир и „Христос Пантократор“ (началото на XV век) в църквата „Свети Димитър“ във Виногради. Мелнишкото художествено средище изпитва влияния едновременно от живописната традиция на Търновския живописен кръг и от декоративно-графичната традиция на Атонските манастири, както и от Цариград и от Солун. По писмени източници е установено и съществуването на преписвачески център в Роженския манастир през XIII – XIV век.
През следващия период на развитие на художественото средище – XV – първата половина на XVI век, се отнасят иконите „Влизане в Йерусалим“ и две икони „Св. св. Теодор Тирон и Теодор Стратилат“ от „Свети Николай Чудотворец“. Към втората половина на XVI век се отнася иконата „Въведение в храма“ в църквата „Св. св. Петър и Павел“ в Мелник. В тези икони се усеща влиянието на средновековното изкуство. Към втората половина на XVII век образите постепенно губят своята непосрественост, увеличава се стилизацията и фокусът е привлечен от декоративната организация на композициите.
От XVII век са запазени голямо количество икони от художественото средище, като типични са „Св. св. Петър и Павел“, „Христос Пантократор“, „Слизане в Ада“ и „Свети Димитър“ от Роженския манастир, „Възнесение Христово“ и „Свети Атанасий Александрийски с жития“ в „Свети Николай Чудотворец“ и „Рождество Богородично“ в „Св. св. Петър и Павел“. Творбите, в чиста темперна техника, са връх на декоративния стил и показват атонски влияние. Формите са стилизирани до орнаменти, движението е застинало, усеща се, особено от втората половина на XVII век, влияние на народното творчество и са осезаеми битовите елементи.
В XVIII век се виждат нови тенденции в иконопистта, свързани с икономическия и духовен прогрес през Възраждането. Отлични примери са иконите „Матер Божия“ и „Света Богородица Честнейшую Херувим“ в „Свети Антоний“ в Мелник, „Свети Христофорий“ и „Свети Георги и Свети Мина“ в „Свети Николай Чудотворец“, „Успение Богоридчно“ и „Оплакване на Христос“ в „Рождество Богородично“. Обемната форма е преоткрита, светлината е концентрирана върху носа и челото на образите, преходите между светлина и сянка стават по-плавни, движенията – меки, а силуетите – изящни. Появяват се сложни темпернолаково-маслени техники, съчетани с позлата. Примери за новите явления са иконите „Христос Пантократор“, „Свети Йоан Предтеча“ и „Тайната вечеря“ от големия иконостас на „Рождество Богородично“ в Роженския манастир.
В XVIII век се появяват и домашните икони, изписвани от народни майстори. Най-старите са от Мелник, Горно Спанчево и Бельово. Техниката е наследена от зографите от XVII век, като схематизираният начин за изписване е доопростен и обем отсъства. Образите са фронтално изписани, без движения, с жест за благославяне. Народното изкуство през XVIII век оказва влияние върху школата и се появява примитивната тенденция, която се отличава с оригинален колорит, странни трактовки на формата и композиционни решения. Такива са иконите от „Свети Атанасий“ във Враня, „Свети Атанасий“ в Бельово, в „Успение Богородично“ и „Свети Атанасий“ в Ковачево и в „Успение Богородично“ в Голешово.
В края на XVIII – началото на XIX век постепенно се развива местен пищен стил, вследствие на заимстванията между народните художници, който е засвидетелстван в църквите във Враня, Ковачево и в „Свети Димитър“ във Виногради. Отличителните му черти са скъпите материи, обсипани с цветя, орнаменти и перли и отстъпването на портретната характеристика пред пищния детайл. Идентифицирани са 25 различни иконописци от XIX век, като на някои от втората половина на века са известни и имената им - Лазар Аргиров с помошника си Костадин, Яков Николау в мелнишките църкви „Свети Николай Чудотворец“ и „Свети Йоан Предтеча“, в Роженския манастир, в „Свети Никола“ в Хотово, в „Свети Георги“ в Белевехчево и в църквата „Вси Светии“ в Пиперица, Йоан от Мелник и Костадин, в църквата „Свети Пророк Илия“ в Голем Цалим, Йоаким, Панчо, поп Атанас, Георги, Щерьо, Димитър. Последният представител на средището е Андон Зограф, чието творчество бележи упадъка на иконописните традиции от миналото. Характерна черта на мелнишките майстори е изписването на цветя по стени, иконостаси, икони и църковна утвар. Към канона се отнася разкрепостено и е култивирано отношение към действителността.